# Walter Wadsworth
Walter Wadsworth (* 7. Oktober 1890 in Bootle; † 6. Oktober 1951 in Bristol) war ein englischer Fußballspieler. In der Zeit zwischen den beiden Weltkriegen gewann der Mittelläufer mit dem FC Liverpool in den Jahren 1922 und 1923 zwei englische Meisterschaften in Folge und war für seine körperbetonte Spielweise bekannt und gefürchtet.

## Sportlicher Werdegang
Wadsworth wurde in Liverpool geboren und schloss sich nach ersten Stationen in der Bergarbeiterstadt Lingdale sowie im walisischen Ormskirk letztlich im April 1912 dem heimischen FC Liverpool an. Dort war er zunächst nur auf Amateurbasis beschäftigt, bevor er am 20. März 1915 bei einer 0:3-Niederlage gegen den FC Middlesbrough zu seinem Debüt in der höchsten englischen Spielklasse kam. Es blieb sein einziger Einsatz vor Ausbruch des Ersten Weltkriegs.
Als der offizielle Spielbetrieb zur Saison 1919/20 wieder aufgenommen wurde, eroberte sich Wadsworth beim FC Liverpool schnell einen Stammplatz. Vor allem machte er sich mit einer sehr körperbetonten und zweikampforientierten Spielweise in der Defensive einen Namen, wenngleich er auf der zentralen Halbposition auch Akzente im Spielaufbau setzen konnte. Er zeigte sich oft temperamentvoll und „Big Waddy“, wie er genannt wurde, galt als Führungsspieler. Wadsworth befand sich im Zentrum einer renommierten Defensivformation des FC Liverpool, mit dem Torhüter Elisha Scott, den Verteidigern Ephraim Longworth und Donald McKinlay sowie seinen Partnern auf den Halbpositionen Jock McNab und Tom Bromilow. Diese Fünferreihe bildete das Rückgrat einer Mannschaft, die 1922 und 1923 jeweils die englische Meisterschaft gewann – sein acht Jahre jüngerer Bruder Harold hatte ebenfalls als Ergänzungsspieler im Kader der „Reds“ gestanden. Gelegentlich hingegen ließ er sich in körperliche Auseinandersetzungen verwickeln. So ist zunächst überliefert, dass er am 1. Dezember 1923 beim Spiel gegen Sheffield United (1:1) einen Zuschauer geschlagen hatte. Seinen Tiefpunkt erlebte er dann am 14. Februar 1925 im Heimspiel gegen Newcastle United (1:1). Nachdem er von Newcastles Spieler Thomas Urwin mit Schlamm beworfen worden war, schlug Wadsworth ihm ins Gesicht. Wadsworth wurde (wie auch McNab) vom Platz gestellt und die beiden „Übeltäter“ erhielten lange Sperren für den Rest der Saison. In seiner letzten Spielzeit 1925/26 für Liverpool absolvierte Wadsworth nur noch fünf Pflichtspiele und heuerte im Mai 1926 beim Drittligisten Bristol City an.
Bristol City wurde zu dieser Zeit von dem Ex-Liverpooler Alex Raisbeck trainiert und als mittlerweile 36-Jähriger führte Wadsworth seine neue Mannschaft im Jahr 1927 zum Aufstieg in der Südstaffel. Nach weiteren 27 Zweitligapartien in der Spielzeit 1927/28 arbeitete er bis 1929 als Spielertrainer bei Flint Town, bevor in seinem 40. Lebensjahr noch einmal für den Drittligisten AFC New Brighton aktiv war. In der Saison 1930/31 ließ er dann die aktive Karriere bei Oswestry Town in der Birmingham & District League ausklingen. Nach dem Ende seiner Fußballerlaufbahn arbeitete Wadsworth für ein Transportunternehmen und wurde in Bristol sesshaft. Dort verstarb er einen Tag vor seinem 61. Geburtstag.

## Titel/Auszeichnungen
- Englischer Fußballmeister (2): 1922, 1923